# Fuad Masum
Muhammad Fuad Masum (arabiska: محمد فؤاد معصوم Muḥammad Fūād Ma‘ṣūm; kurdiska: فوئاد مەعسووم), född den 1 januari 1938, är en kurdisk politiker, som var Iraks president mellan den 24 juli 2014 och 2 oktober 2018.